# Török József (gyógyszerész)
Ébenfalvi Török József (Szőlősvégardó, 1824 – Budapest, 1899. október 26.) gyógyszerész, a budapesti Török-patika tulajdonosa, törvényhatósági bizottsági tag, fővárosi bizottsági tag.

## Életútja
Török Bódog fia. Fiatal gyógyszerész korában 1848-ban Párizsba ment, hogy hivatásában magát kiképezze. Több évi ott tartózkodása alatt folytonos érintkezésben volt a magyar emigransok előkelő alakjaival és baráti viszonyba lépett gróf Andrássy Gyulával, Gorove Istvánnal, Bittó Istvánnal, Irányi Dániellel, Csernátony Lajossal és másokkal. Az 1850-es évek derekán tért vissza Pestre és megalapította a Király utcai gyógyszertárát. A főváros közéletében 1861-től fogva vett részt és a Terézváros választási küzdelmeiben döntő befolyása volt. Hosszú évek során át egyik legbuzgóbb tagja volt a főváros törvényhatóságának. Török tulajdonosa volt annak a hosszú kertnek, amely a Városligeti fasorban volt, szemközt a Bajza utcával, mely a Bajza utca meghosszabbítását a Damjanich utcáig meggátolta; Török halála után e kertet a város birtokába vette. Ezután fia, Török Sándor lett az Andrássy úti gyógyszertár tulajdonosa.
Cikkei Szinnyei Repertóriuma III. kötetében felsorolvák; a Magyar Sajtóban (1855. 132., 149., 1856. 2., 15., 51. sz. Rajzok a párisi ipartárlatról).

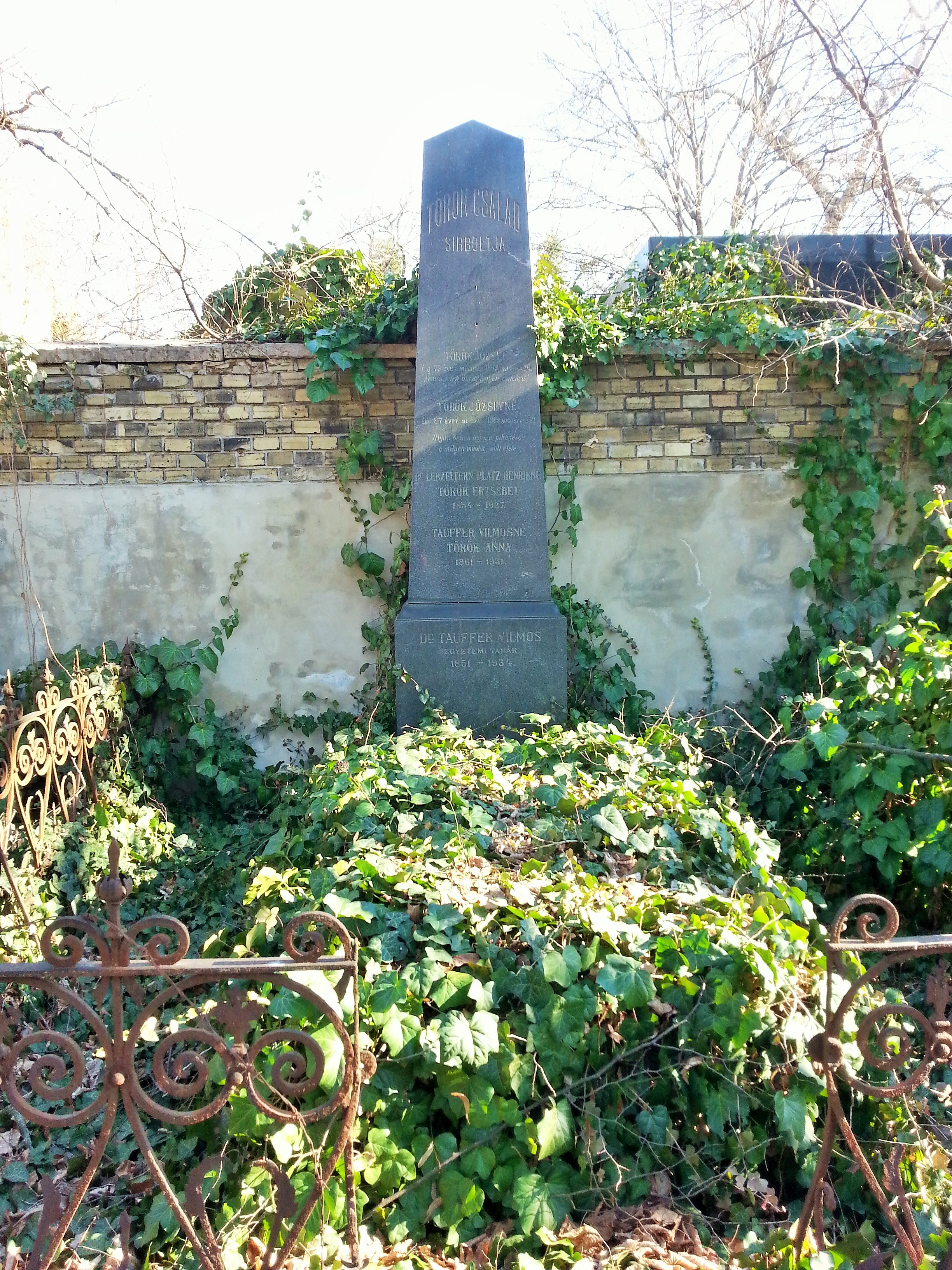
Sírja a Fiumei úti sírkertben (Falsírboltok, jobb-471.)

## Munkája
- Pepsin. Ein natürlichen Verdaungsstoff zur Heilung der Dysepsie und Consumption, von Dr. Lucien Corvisart. Aus dem Französischen heraus gegeben. Pest, 1857.